# Accumulateur au sodium
Un accumulateur au sodium est un type d'accumulateur électrique qui exploite les propriétés du sodium. Ils sont généralement divisés en deux catégories principales : les accumulateurs sodium-ion et les accumulateurs sodium-oxygène. Les accumulateurs sodium-oxygène utilisent la réaction entre le sodium et l’oxygène pour stocker de l’énergie, tandis que les accumulateurs sodium-ion utilisent du sodium comme matériau actif dans l’électrode. Ces technologies offrent un potentiel significatif pour répondre aux besoins croissants en stockage d’énergie, grâce à leur utilisation de matériaux abondants et à leur potentiel de réduction des coûts.

## Accumulateurs sodium-ion

### Contexte de développement et caractéristiques
Les accumulateurs sodium-ion ont été conçus dès les années 1970, bien que leur développement ait été ralenti au profit des accumulateurs lithium-ion. Cependant, ces dernières années, l’intérêt pour les accumulateurs sodium-ion a été ravivé en raison de leur coût avantageux et de leur durée de vie prolongée par rapport aux accumulateurs au lithium. Cette tendance s’explique en partie par le coût inférieur du sodium comparé au lithium, ainsi que par sa disponibilité plus répandue sur la planète, sans être concentrée dans des régions spécifiques comme l’Australie, la Chine ou le Chili.
Les accumulateurs sodium-ion présentent plusieurs avantages notables, notamment l’absence d’utilisation de cobalt, un matériau souvent utilisé dans les cathodes des accumulateurs lithium-ion et dont l’extraction peut soulever des préoccupations éthiques, en particulier en ce qui concerne le respect des droits de l’Homme, comme observé dans la République du Congo. De plus, les accumulateurs sodium-ion offrent une meilleure sécurité, étant stables sur une plage de températures allant de -30°C à 60°C, voire 80°C, et ne présentant pas de risque d’explosion en cas de variation de pression.
Le seul point faible majeur qu’on peut trouver est la faible densité énergétique comparé aux accumulateurs lithium-ion. Cela signifie que pour la même charge, l'accumulateur sodium va être beaucoup plus encombrant (lourd).

### Principe et fonctionnement
Le principe d’un accumulateur sodium-ion est similaire à celui de l'accumulateur lithium-ion. Un accumulateur sodium-ion fonctionne sur le principe d’échange réversible d’ions sodium entre l’anode et la cathode lors de la charge et de la décharge. L’anode est généralement composée de matériaux capables d’intercaler des ions sodium lors de la décharge, tandis que la cathode contient des matériaux capables de stocker ces ions lors de la charge. Lorsque l'accumulateur est chargé, des ions sodium sont extraits et intercalés dans la structure de la cathode. Lors de la décharge, ces ions sodium sont libérés de la cathode et retournent à l’anode, permettant le flux d’électrons à travers le circuit externe.
La cathode est composée de matériaux à base d’oxydes métalliques nommés les oxydes lamellaires. Leur géométrie en forme de lamelles les rend particulièrement accueillants pour les ions sodium. Les oxydes de métal peuvent être des oxydes des métaux de transition tels que les oxydes de titane, de vanadium, de chrome, de manganèse, de fer, de cobalt ou de nickel. On peut prendre comme exemple l’insertion des ions Na+ dans l’électrode Na2Ti3O7 dont l’équation serait la suivante : 
{\displaystyle {\ce {Na2Ti3O7 + xNa+ + xe- <-> Na_{2+x}Ti3O7}}} où 0 < x < 2 indique la quantité de sodium insérée ou extraite électrochimiquement.
L’anode quant à elle est composée de carbone dur puisqu'à la différence de lithium, les ions sodium sont trop volumineux pour s’intercaler dans le graphite. C’est pourquoi le carbone est modifié afin que sa structure soit désordonnée et poreuse pour permettre d'accueillir les ions sodium.
L’électrolyte d’une tel accumulateur peut se trouver sous différentes formes (liquide, gel, verre, polymère solide, etc) mais ce sont les électrolytes liquides qui sont les plus utilisés. Leur composition est simple : un sel de sodium tels que le NaClO4, NaPF6 ou NaTFSI, dissous dans un solvant aqueux ou organique (carbonate d'éthylène, carbonate de propylène, carbonate de diméthyle, carbonate de diéthyle). Les ions Na+ présents dans cet électrolyte sont dans un état excité et se déplacent librement dans toutes les directions. Par principe, les ions sodium sont des atomes ayant perdu des électrons. Or, dans les électrodes (anode et cathode), ces ions reçoivent des électrons, les stabilisant, mais sans revenir à leur état d’atome initial.
Pendant le processus de charge, les électrons localisés à la cathode sont transférés à travers un câble électrique et dirigés vers l’anode. Ce transfert d’électrons vers l’anode crée un déficit d’électrons à la cathode, attirant ainsi les ions Na+ de l’électrolyte vers l’anode. A proximité de l’anode, les électrons s’associent avec les ions Na+ disponibles. Lorsque l’anode atteint sa capacité maximale d’électrons, elle est considérée comme entièrement chargée.

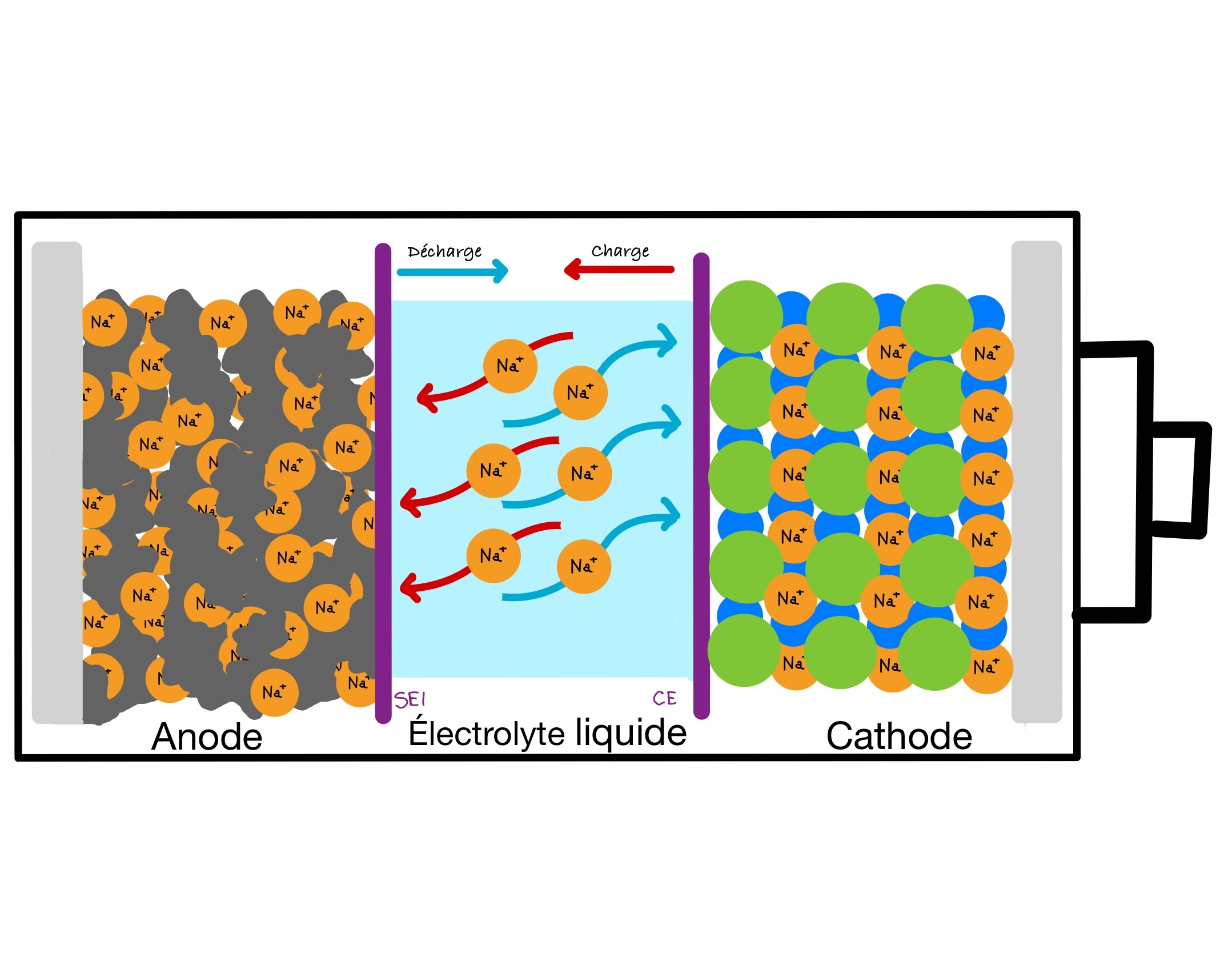
Figure 1 - Schéma du fonctionnement de l'accumulateur Sodium-ion

## Accumulateurs sodium-oxygène
De façon générale, les accumulateurs métal-oxygène alcalins exploitent les réactions redox entre un métal alcalin (A), tel que le sodium (Na), et le dioxygène (O2) :
- Dans le compartiment anodique, le métal A s’oxyde en cation A+ soluble à l’interface anode/électrolyte. L’électron est ainsi transféré au circuit externe.
- Dans le compartiment cathodique, le dioxygène O2 est réduit en radical superoxyde O2- qui va pouvoir former, en présence de cations A+, un superoxyde de métal alcalin AO2.

Cette dynamique redox sous-entend le fonctionnement des accumulateurs lithium-oxygène ou des accumulateurs sodium-oxygène. Nous nous intéressons ici aux accumulateurs sodium-oxygène qui sont particulièrement étudiés pour leur potentiel en tant que systèmes de stockage d’énergie à haute densité énergétique.

### Accumulateurs sodium-air
Les accumulateurs sodium-air se divisent en deux catégories selon les électrolytes utilisés dans le système : les non-aqueux, tels que les accumulateurs Na-air, et les aqueux, Na-air hybrides.

#### Décharge
Dans les accumulateurs sodium-air, qu’ils soient non-aqueux, comme les accumulateurs Na-air, ou aqueux, tels que les Na-air hybrides, le processus de décharge commence par l’oxydation du sodium métallique en cations de sodium (Na+) solubles. Ce processus libère également un électron à l’électrode négative. Cet électron parcourt ensuite le circuit externe vers la cathode. Pendant la décharge, cet électron réduit l’oxygène à la surface de l'électrode d’air, formant un intermédiaire négatif, soit l’ion peroxyde({\displaystyle {\ce {O2^2-}}}) ou le superoxyde({\displaystyle {\ce {O2-}}}), équilibré par l’ion Na+ pour former un produit de décharge.
Les produits de décharge peuvent être le peroxyde de sodium (Na2O2) ou le superoxyde de sodium (NaO2) pour la cellule NaO2 non aqueuse, et l’hydroxyde de sodium ({\displaystyle {\ce {NaOH}}}) pour la cellule hybride Na-air.

#### Charge
Lors de la charge des accumulateurs sodium-air, le processus est inversé. Le sodium se dépose au niveau de l’électrode négative, tandis que la réaction d’oxygène se produit au niveau de l’électrode d’air.

#### Accumulateurs sodium-air purs
Dans les accumulateurs Na-O2 non aqueux, les produits de décharge, que sont le peroxyde de sodium (Na2O2) et le superoxyde de sodium (NaO2), entrent en compétition dans leur formation.
Du point de vue thermodynamique, la formation de Na2O2 est favorisée, comme en témoignent les valeurs des potentiels standards.
{\displaystyle {\ce {Na + O2 -> NaO2 (E^0 = 2,27 V)}}}
{\displaystyle {\ce {2Na + O2 -> Na_2O_2 (E^0 = 2,33 V)}}}
Néanmoins, le chemin réactionnel vers la formation de NaO2 implique un transfert d'électron unique par unité de formule, tandis que Na2O2 nécessite un transfert de deux électrons. Par conséquent, cinétiquement, la réaction favorisée est la formation de NaO2.
Par exemple, dans un électrolyte à base d’éther, la formation de NaO2 est réversible comme seul produit cristallin à des surtensions très faibles (dans la limite de la précision des mesures analytiques).
Anode (décharge) :  {\displaystyle {\ce {Na -> Na+ + e-}}}
Cathode (charge) :  {\displaystyle {\ce {O2 + e- -> O2-}}}
Bilan global :           {\displaystyle {\ce {Na + O2 -> NaO2}}}

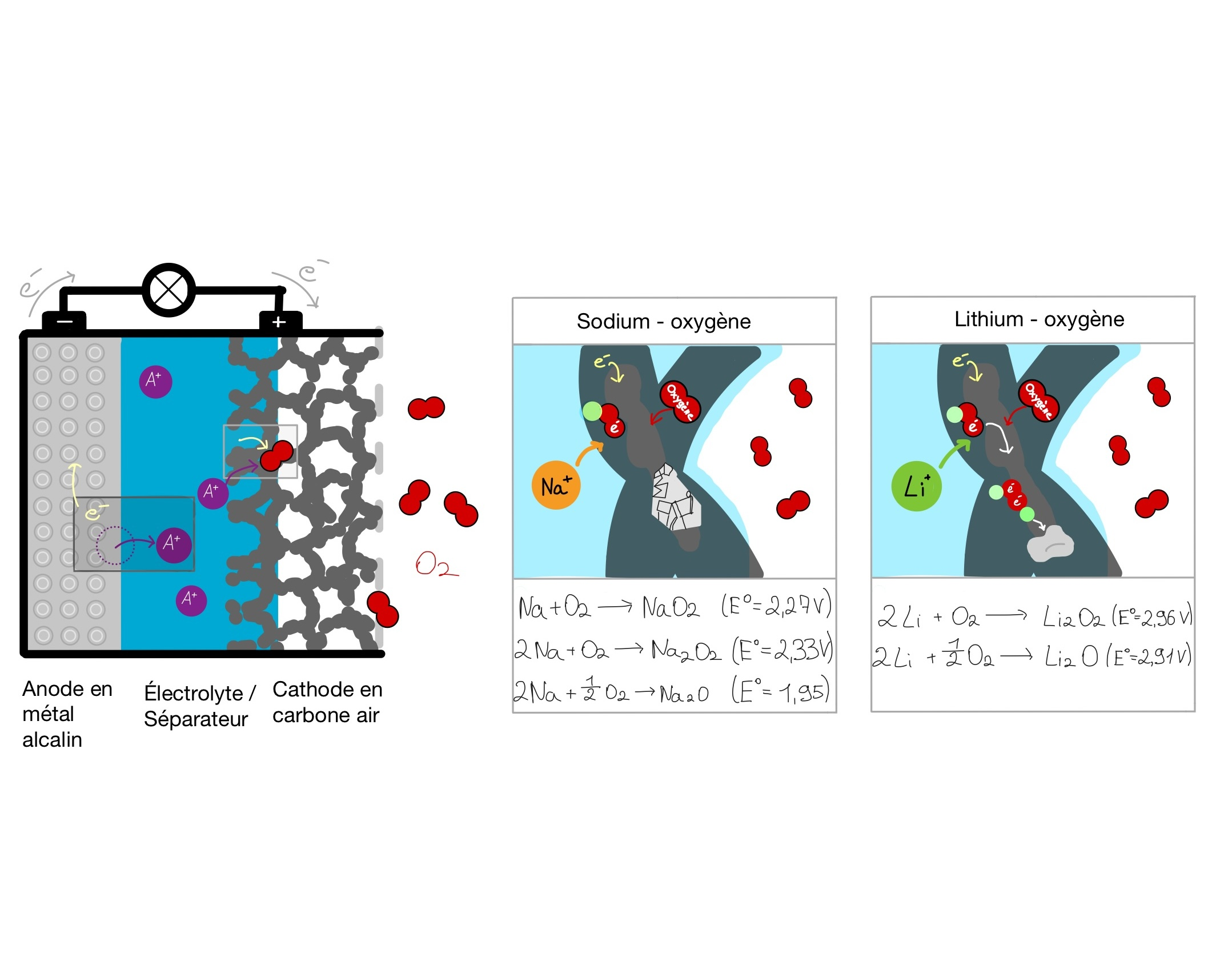
Figure 2- L'accumulateur sodium-oxygène et son principe général de fonctionnement.

En comparaison, du côté de l'accumulateur lithium-oxygène, on remarque que LiO2 est uniquement une espèce intermédiaire qui a tendance à réagir ensuite pour former du peroxyde de lithium (Li2O2) soit par réduction       ({\displaystyle {\ce {LiO2 + e- + Li+ -> Li2O2}}}) soit par dismutation ({\displaystyle {\ce {2LiO2 -> Li2O2 + O2}}}) avec 𝛥rG0 (Li2O2) = -285,64 kJ/mol.
Malgré une capacité inférieure par rapport aux accumulateurs Li-O2, les accumulateurs Na-O2 ont récemment attiré une attention considérable pour leur facilité de cyclage, leur efficacité énergétique élevée et leur réversibilité chimique. Ces avantages sont en partie dus à l’absence de réactions secondaires par rapport aux accumulateurs Li-O2, ainsi qu’à la disponibilité et au coût moindre du sodium par rapport au lithium.
Cependant, malgré leur potentiel, les accumulateurs Na-O2 présentent encore des défis importants, notamment en ce qui concerne l’optimisation des capacités de décharge, l’efficacité énergétique et la suppression des réactions parasites. Des études récentes ont également mis en évidence le besoin d’une meilleure compréhension des mécanismes de croissance des cristaux de NaO2 et des interactions solvant-soluté pour améliorer les performances des accumulateurs Na-O2.

#### Accumulateurs sodium-air organiques
La configuration d'une accumulateur sodium-air implique l'empilement d'une anode en métal sodium en contact avec un électrolyte (carbonate de propylène (PC) contenant des ions sodium) et d'un séparateur (verre, céramique). La cathode est constituée d'un matériau poreux en carbone ou de platine servant de cathode à oxygène, contenu dans l’air ambiant.
Parmi les constituants de l’air (N2, O2, H2, CO2, Ar et H2O), l’anode ne doit pas être en contact avec l’humidité. L'air peut être introduit dans la cellule sous une pression légèrement supérieure à 1 atm.
Lors du processus de décharge d'une cellule Na-air,
à l'anode : {\displaystyle {\ce {Na -> Na+ + e-}}}
et à la cathode : {\displaystyle {\ce {O2 + 2e- -> 0_2^{2-}}}}
la réaction globale est donc : {\displaystyle {\ce {2Na+ + O_2^{2-}-> Na_2O_2}}}

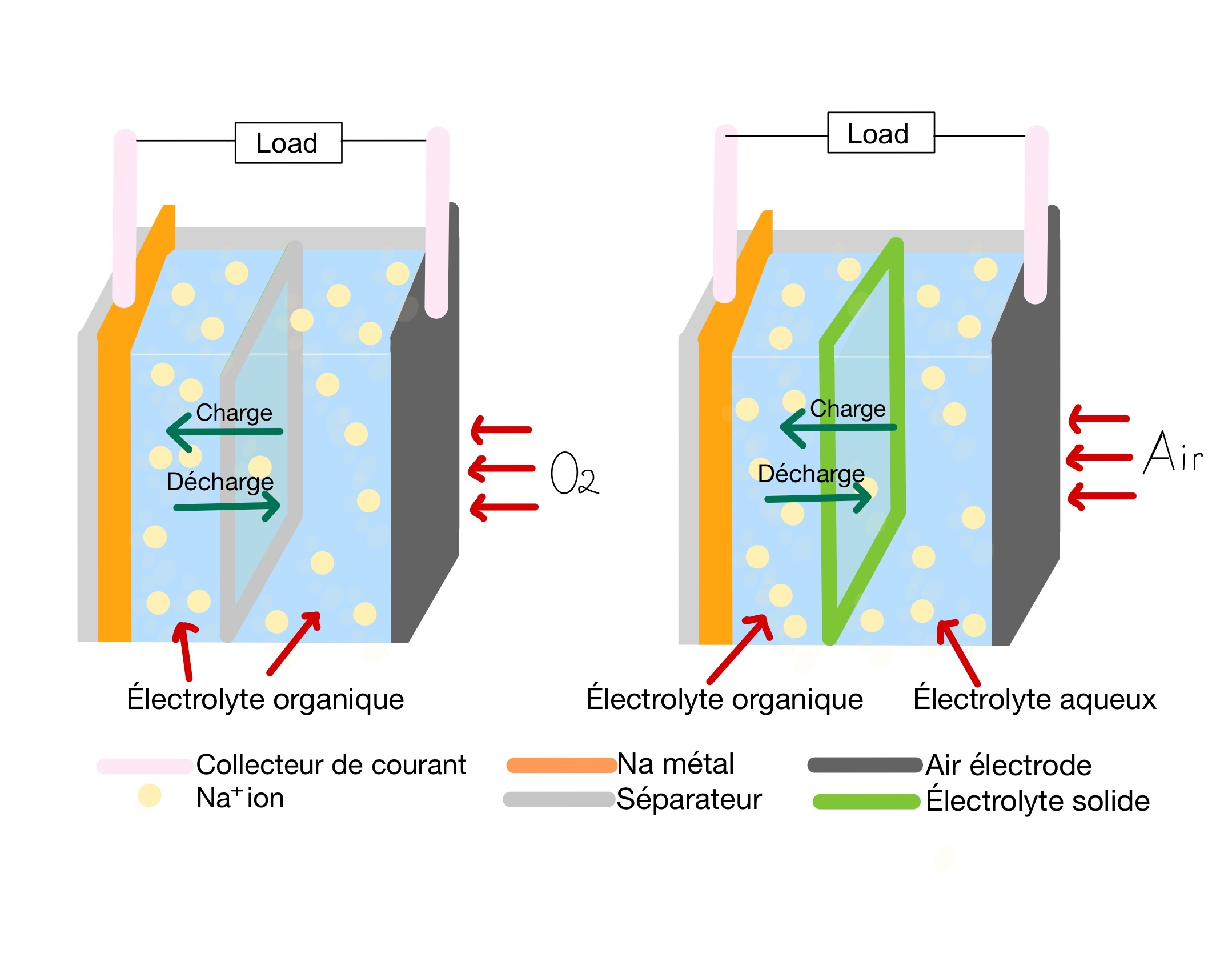
Figure 3- Schéma du fonctionnement de l'accumulateur Na-air lors de la charge et de la décharge.

Les accumulateurs sodium-air sont sensibles à l'humidité, cela altère leurs performances. En présence d'air humide, les capacités de décharge augmentent, mais des chutes de tension abruptes surviennent à des taux d'humidité élevés. L'anode subit une décomposition limitée après plusieurs cycles dans l'air. En effet, l'absorption d'eau présente dans l'air peut réagir chimiquement avec le sodium présent à l'anode, compromettant ainsi l'intégrité de la cellule. L'augmentation de la vapeur d'eau forme une couche d'interface électrolytique solide et dense, favorisant la formation de NaOH·2H2O en plus du NaO2 prédominant.
{\displaystyle {\ce {2Na + O2 + 2H2O <-> Na_2O_2.2H_2O}}}
Il est à noter que la formation et la décomposition de NaOH·H2O sont réversibles par une réaction de transfert d'électrons à deux électrons.

#### Accumulateurs sodium-air aqueux ou hybrides (organiques/aqueux)
La cellule Na-air hybride est composée d’un électrolyte organique (anolyte) et d’un électrolyte aqueux (catholyte). Le compartiment négatif est le même que dans les accumulateurs Na-O2, tandis que l'électrode positive est insérée dans un électrolyte aqueux. Une membrane d'électrolyte solide est utilisée afin d'éviter le contact direct entre le sodium métallique et l'électrolyte aqueux, ce qui entraînerait une perte d'énergie majeure par la réaction exothermique spontanée.
La réaction globale de la pile est :   {\displaystyle {\ce {4Na(s) + O2(g) + 2H2O(l) -> 4NaOH(aq)}}}
Dans les accumulateurs aqueux, lors de la décharge, les réactions qui ont lieu sont :
- A la borne négative   {\displaystyle {\ce {Na_{(s)}-> Na+ + e-}}}
- A la borne positive  {\displaystyle {\ce {O2 + 2H2O + 4e- -> 4HO-}}}

La solubilité aqueuse du produit de décharge ({\displaystyle {\ce {NaOH}}}) dans les accumulateurs Na-air aqueux est supérieure à celle du LiOH dans les accumulateurs Li-air aqueux, ce qui se traduit par une augmentation de la densité énergétique. Cette dernière permet de mesurer l'énergie pouvant être stockée dans une matière ou un dispositif. Elle est égale à sa charge électrique multipliée par la tension moyenne sous laquelle cette charge est déchargée. L'énergie stockée est souvent donnée en watt-heure (Wh) mais l'unité officielle (SI) est le joule.

## Accumulateurs au Sodium-Soufre et au Sodium-Halogénure Métallique
Il existe divers types d'accumulateurs utilisant du sodium liquide à haute température : les accumulateurs Na/S et le système sodium/ chlorure de métal (Na/MeCl2). Ces deux systèmes tirent avantage d’un électrolyte solide céramique de type {\displaystyle {\ce {NaAl11O17}}} qui permet une bonne conduction des ions Na+.

### Accumulateur Na/S
Dans le cas de l'accumulateur Na/S, le produit de décharge est {\displaystyle {\ce {Na2S5}}}. Celui-ci étant immiscible avec le soufre, une nouvelle phase est créée et plus de la moitié de la décharge se produit en présence de cette région biphasée. Lors de la charge, les polysulfures de sodium sont oxydés, et le soufre à région biphasée réapparaît. Ainsi, il est crucial d'éviter tout dépôt de soufre sur ou près de l'électrolyte solide, ce qui augmenterait la résistance de la cellule et limiterait la capacité de charge.
Les accumulateurs Na/S rencontrent un défi de corrosion, principalement en raison de la nature hautement corrosive du soufre et des polysulfures. Malgré cela, certains avantages pour l'accumulateur Na/S ont été identifiés pour le stockage stationnaire, notamment une densité énergétique élevée, un rendement coulombique élevé, une flexibilité de cyclage et des exigences de maintenance réduites.

### Accumulateur Na/MeCl2
Quant à l'accumulateur {\displaystyle {\ce {Na/MeCl2}}}, l'électrode positive est constituée d'une combinaison semi-solide d'un chlorure métallique électrochimiquement actif ({\displaystyle {\ce {NiCl2}}}) et d'un électrolyte secondaire fondu ({\displaystyle {\ce {NaAlCl4}}}), qui transporte les ions {\displaystyle {\ce {Na+}}}.
Pendant la décharge, les ions {\displaystyle {\ce {Na+}}} sont acheminés à travers l'électrolyte vers la cathode via le {\displaystyle {\ce {NaAlCl4}}} fondu. Le chlorure métallique solide subit une conversion en NaCl et le métal d'origine (par exemple, le Ni dans le cas du {\displaystyle {\ce {NiCl2}}}).
Lors de la charge, le nickel subit une oxydation, et la capacité de charge dépend de la quantité de NaCl disponible dans la cathode. Cependant, les joints d'étanchéité de l'accumulateur doivent non seulement être hermétiques entre 300 et 350°C, mais également résister à la vapeur et/ou au contact réel avec les matériaux d'électrode fondus hautement réactifs. Lors de l’avènement des accumulateurs {\displaystyle {\ce {Na/MeCl2}}}, cette technologie offrait des avantages distincts par rapport aux accumulateurs Na/S. Elle se distinguait notamment par une meilleure tolérance à la surcharge et à la surdécharge, ainsi que par la possibilité d’adopter des solutions potentiellement  plus simples en matière de gestion de la corrosion et de l’étanchéité.